# رتشارد بفيفر
رتشارد فريدرش يوهانس بفيفر (بالألمانية: Richard Friedrich Johannes Pfeiffer) FRS كان طبيبا وعالم جراثيم ألماني.
ولد في تريوشتادت في بوزنانيا في 27 مارس 1858 وتوفي في باد لاندك في 15 سبتمبر 1945.
ساهم في تطوير أول لقاح للتيفوئيد عام 1896 مع ألمروث رايت وفلهلم كوله.